# Atlas Van Stolk
L'Atlas Van Stolk est le nom d'une collection de près de 250 000 estampes, cartes et dessins sur l'histoire des Pays-Bas, nommée d'après son fondateur, Abraham van Stolk. La collection est conservée dans le musée historique Schielandshuis, dans la commune néerlandaise de Rotterdam, en Hollande-Méridionale.

## Histoire
Abraham van Stolk (1814-1896), descendant d'une famille de négociants rotterdamois, a dirigé l'entreprise familiale. Il est mécène et membre d'honneur de plusieurs associations de la ville. Il s'intéresse aux gravures historiques, et initie, en 1835, ce qui est devenu cette collection, l'une des plus importantes des Pays-Bas.
La collection, déposée au musée historique de Rotterdam, continue d'être enrichie par l'acquisition de gravures contemporaines, comme celle qui représente les funérailles de la princesse Juliana en 2004. Une partie importante de la collection est numérisée et accessible par internet.

## Expositions
Le musée historique de Rotterdam organise ponctuellement des expositions en lien avec la collection, notamment en 2014-2015, une exposition consacrée aux 200 ans de la monarchie néerlandaise.

## Galerie

Atlas Van Stolk
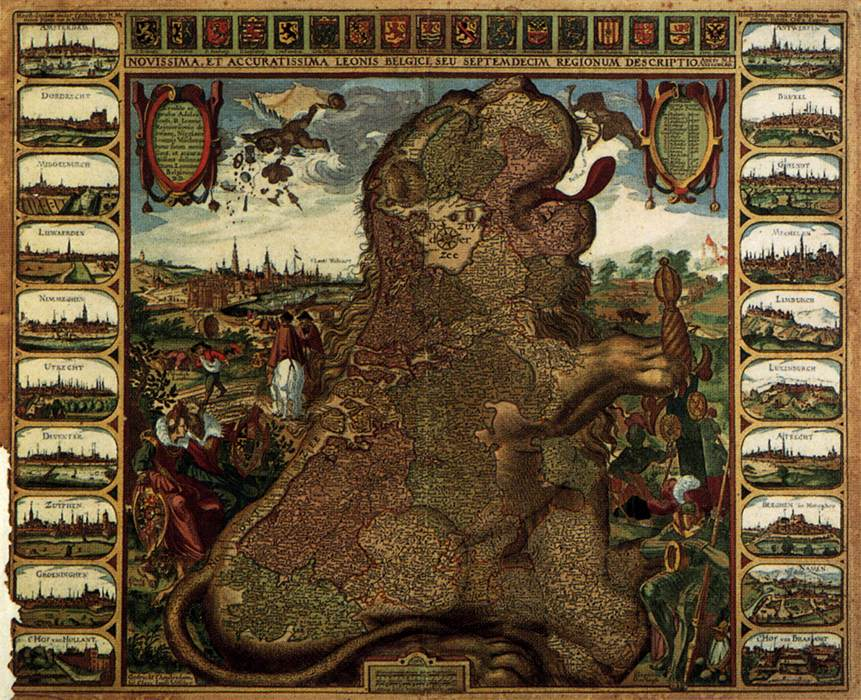
Carte en forme de lion (1609)
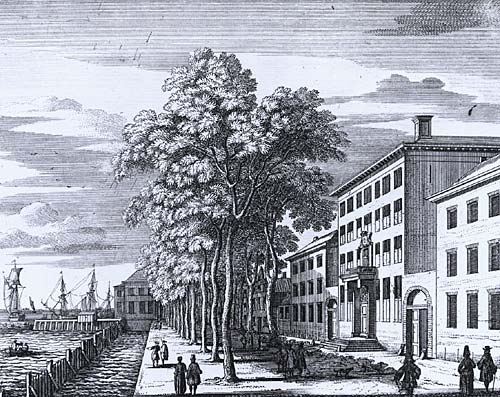
Le quai des Boompjes (1700)
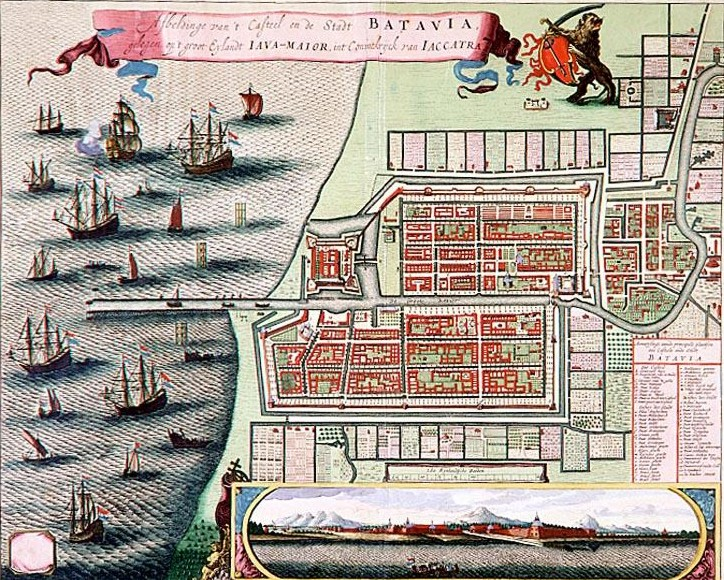
Batavia (1740)
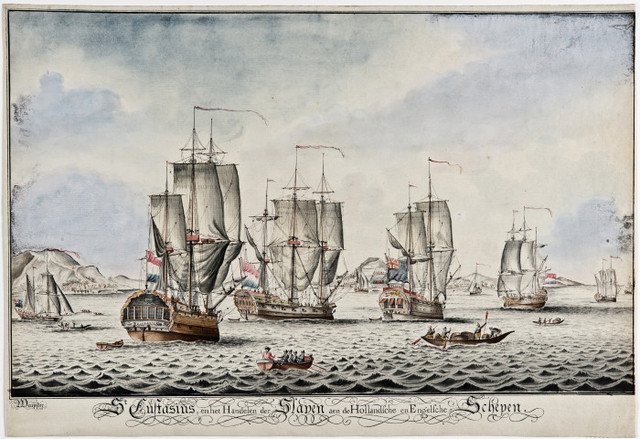
L'histoire maritime et commerciale, des bateaux négriers (1763).
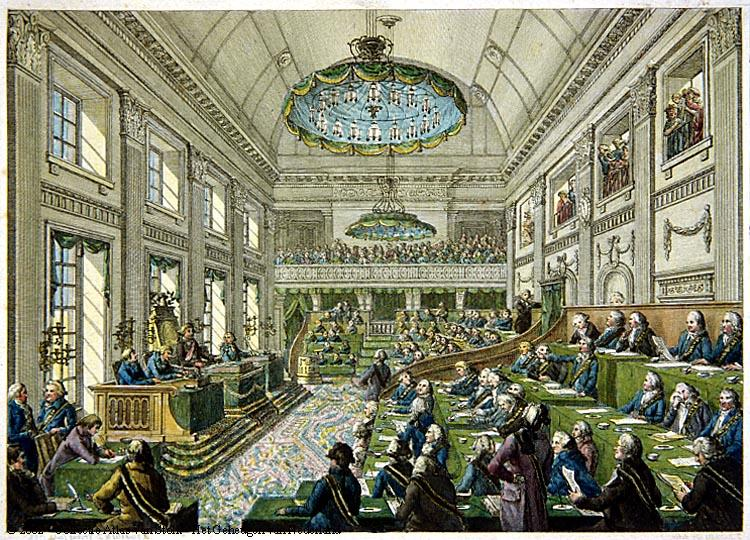
Certains moments de l'histoire des Pays-Bas (ici, la première assemblée nationale batave (1796)